# Marghine
Il Màrghine è una subregione del Logudoro nella Sardegna centro-occidentale con popolazione di 23 127 abitanti. Il centro abitato principale è Macomer che ha una popolazione di circa 9 600 abitanti.

## Geografia fisica

Panorama della piana del basso Marghine dal paese di Macomer. I monti del Gennargentu sono visibili all'orizzonte.

### Territorio
Si estende a nord dall'altopiano di Abbasanta e ricade per intero nella provincia di Nuoro; è attraversato in senso longitudinale dalla catena montuosa omonima. Tra le cime più alte si distinguono il monte Santu Padre (1 030 metri), punta Jammeddari (1 118 metri) e infine la più alta punta Palai, che si eleva a quota 1 200 metri s.l.m. I centri urbani che si trovano nella subregione sono Birori, Bolotana, Borore, Bortigali, Dualchi, Lei, Macomer, Sindia, Noragugume, Silanus.
Lungo le pendici meridionali della catena montuosa corre la strada statale 129 Trasversale Sarda, che unisce tra loro i centri abitati di Bortigali, Silanus e Lei; poco distante dall'asse viario si trova Bolotana.
Verso nord-ovest si estende l'altopiano di Campeda, posto ad un'altitudine media di 650 metri, ed attraversato dalla strada statale 131 Carlo Felice. In questa zona si trova Mulargia, piccolo centro frazione di Bortigali, la cui attività economica prevalente ha carattere agro-pastorale. È inoltre il paese più alto del Marghine, posto ad un'altitudine di 700 metri.

## Storia

### Preistoria

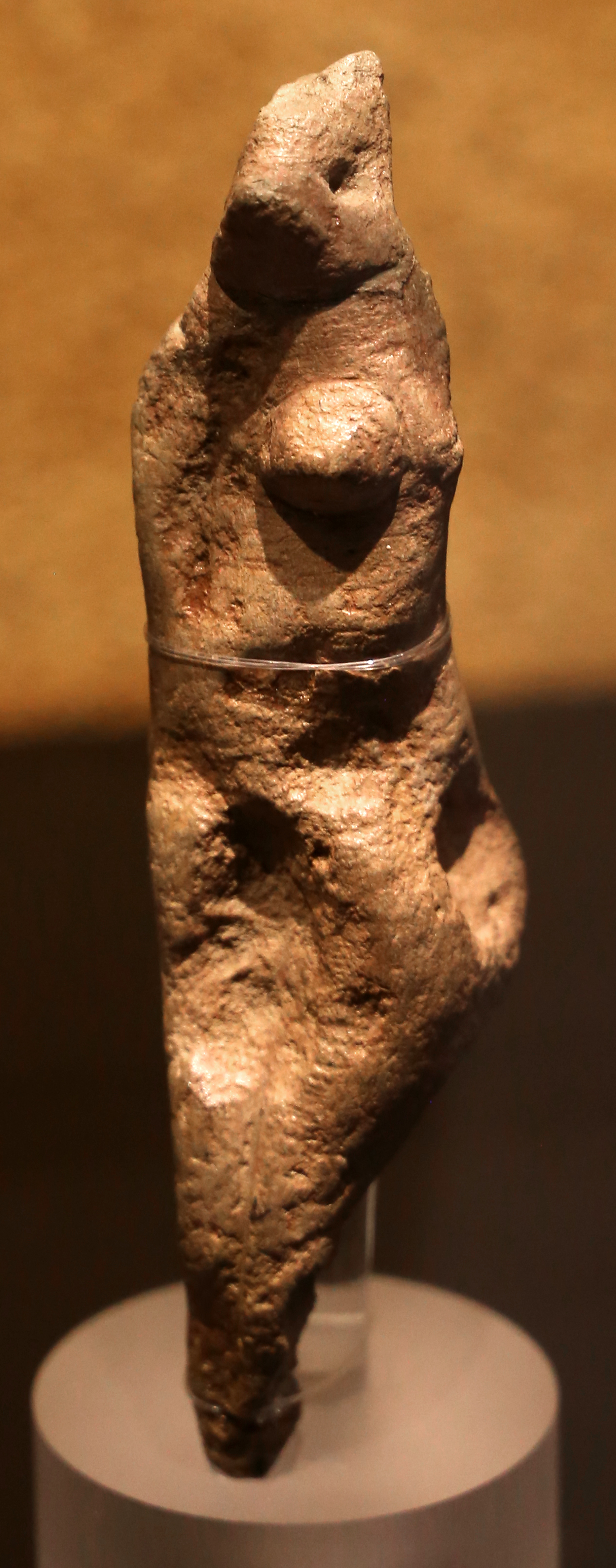
La Venere di Macomer

Il territorio del Marghine è abitato dall'uomo sin dal Neolitico antico, periodo a cui apparterebbe la statuetta di Dea Madre nota come Venere di Macomer  (secondo altre datazioni realizzata nel Paleolitico superiore o nel Mesolitico). La cultura di Bonu Ighinu, del Neolitico medio, non risulta presente allo stato attuale delle ricerche nei siti preistorici del territorio marghinese. Al contrario la successiva cultura di Ozieri ha lasciato numerose testimonianze, come le Domus de janas, i dolmen e i circoli megalitici nella località di Ortachis (Bolotana), che sono stati confrontati con quelli della cultura di Arzachena.
Il periodo Eneolitico è testimoniato dai rinvenimenti nella necropoli di Filigosa, Macomer, che hanno consentito di identificare una specifica cultura archeologica nota come cultura di Abealzu-Filigosa (2700-2400 a.C.), diffusa in tutta la Sardegna.
Il secondo periodo dell'età del rame è caratterizzato, come nel resto dell'Isola, dalla cultura di Monte Claro e dalla cultura del vaso campaniforme (Filigosa e nei territori contigui a Molia, Ispiluncas e Lochele), mentre dal Bronzo, antico (cultura di Bonnanaro) iniziò la costruzione dei primi protonuraghi, che precedono i nuraghi a thòlos. La civiltà nuragica è ampiamente diffusa in tutto il Marghine con numerosi nuraghi, tombe dei giganti, pozzi sacri e altre strutture.

### Storia antica
A partire dal VI secolo a.C. i Cartaginesi occuparono parte della Sardegna meridionale e occidentale, tra cui il Marghine. All'epoca punica risalirebbe la fondazione dell'insediamento di Macopsisa, presso Macomer, mentre l’assenza di centri punici a nord dell'altopiano di Campeda, nonché la probabile funzione difensiva di alcuni siti presso Padria, S. Simeone (Bonorva), Mularza Noa e Macomer, ha fatto ritenere che il Marghine fosse il cardine di una sorta di limes contro i Sardi-Iliensi, localizzabili presso i Montes Insani.
Tuttavia non sembra che l’avvio della dominazione cartaginese abbia determinato un avvicendamento o cesura culturale e politica, è possibile constatare infatti la sopravvivenza delle comunità tardo-nuragiche nel territorio almeno fin all’inizio della prima età imperiale.

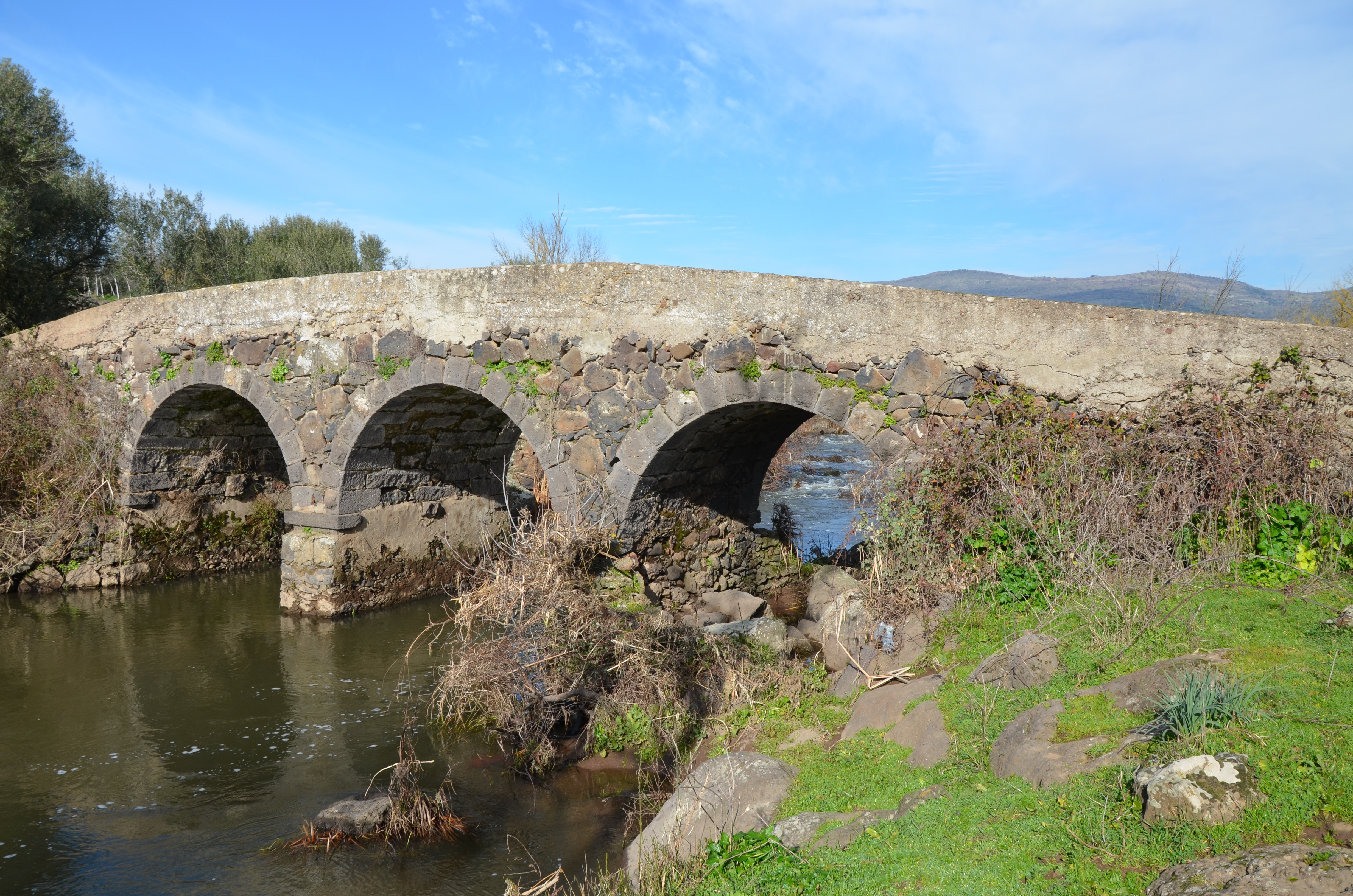
Ponte romano di Birori

Durante l'epoca romana (dal 238 a.C. al 455 d.C. circa) vengono menzionati dagli autori greco-latini due centri principali, Macopsissa (Macomer) da Claudio Tolomeo e Molaria (Mulargia) nell’Itinerarium Antonini. Il territorio era attraversato da nord a sud dalla strada romana a Caralis-Turrem, che passava da Macopsissa. 
L'occupazione da parte dei Vandali, popolazione di origine germanica, decretò la fine della lunga dominazione romana. 

## Monumenti e luoghi d'interesse
Nella parte nord-orientale si estende foresta Burgos, in parte gestita dall'Ente foreste della Sardegna. Nella zona si trovano numerosi nuraghi, alcuni dei quali sono nuraghe Orolo, nuraghe Ponte, nuraghe Santa Barbara, nuraghe Santa Sabina, nuraghe Orolio, Nuraghe Miuddu e nuraghe Corbos. A Sindia in località Cabu Abbas è presente l’unica Abbazia di origine Cistercense, la Chiesa di Nostra Signora di Corte, presente in Sardegna, dedicata alla Santa Patrona del paese di Sindia.

## Società

### Istituzioni, enti e associazioni
Sul territorio del Marghine sono attive varie istituzioni ed enti pubblici che si propongono lo sviluppo economico, sociale e culturale, tra cui l'Unione dei comuni del Marghine, che ha sostituito la precedente comunità montana del Marghine-Planargia, ed il GAL Marghine, il gruppo di azione locale nato nell'ambito della programmazione dei fondi europei per lo sviluppo rurale (FEASR), che coinvolge tutti i dieci comuni dell'area.